# Challenger de Astana 2013
El President's Cup 2013 fue un torneo de tenis profesional que se jugó en pistas duras. Se trató de la 7.ª edición del torneo que forma parte del ATP Challenger Tour 2013 . Tuvo lugar en Astana, Kazajistán entre el 22 y el 28 de julio de 2013.

## Jugadores participantes del cuadro de individuales

### Cabezas de serie
| País                   | Jugador             | Rank1 | Favorito |
| Bandera de Israel      | Dudi Sela           | 95    | 1        |
| Bandera de Rusia       | Teimuraz Gabashvili | 129   | 2        |
| Bandera de Kazajistán  | Andrey Golubev      | 142   | 3        |
| Bandera de Rusia       | Konstantin Kravchuk | 171   | 4        |
| Bandera de Turquía     | Marsel İlhan        | 175   | 5        |
| Bandera de Kazajistán  | Mikhail Kukushkin   | 180   | 163      |
| Bandera de Ucrania     | Ivan Sergeyev       | 198   | 7        |
| Bandera de Bielorrusia | Dzmitry Zhyrmont    | 203   | 8        |
| ---------------------- | ------------------- | ----- | -------- |

- 1 Se ha tomado en cuenta el ranking del 15 de julio de 2013.

### Otros participantes
Los siguientes jugadores recibieron una invitación (wild card), por lo tanto ingresan directamente al cuadro principal:
- Timur Khabibulin
- Alexey Nesterov
- Dmitry Popko
- Denis Yevseyev

Los siguientes jugadores ingresan al cuadro principal tras disputar el cuadro clasificatorio:
- Alexander Kudryavtsev
- Mikhail Ledovskikh
- Egor Gerasimov
- Aslan Karatsev

## Jugadores participantes en el cuadro de dobles

### Cabezas de serie
| País                     | Jugador             | País                 | Jugador             | Rank1 | Favorito |
| Bandera del Reino Unido  | Brydan Klein        | Bandera de Australia | Dane Propoggia      | 250   | 1        |
| Bandera de Nueva Zelanda | Jose Rubin Statham  | Bandera de la India  | Vishnu Vardhan      | 407   | 2        |
| Bandera de Japón         | Toshihide Matsui    | Bandera de Tailandia | Danai Udomchoke     | 423   | 3        |
| Bandera de Rusia         | Konstantin Kravchuk | Bandera de Rusia     | Teimuraz Gabashvili | 485   | 4        |
| ------------------------ | ------------------- | -------------------- | ------------------- | ----- | -------- |

- 1 Se ha tomado en cuenta el ranking del 15 de julio de 2013.

## Campeones

### Individual Masculino
- Dudi Sela  derrotó en la final a  Mikhail Kukushkin por 5-7, 6-2, 7-6(6).

### Dobles Masculino
- Riccardo Ghedin /  Claudio Grassi derrotaron en la final a  Andrey Golubev /  Mikhail Kukushkin por 3-6, 6-3, [10-8].